# Palazzo Chiericati
Palazzo Chiericati je renesančna palača v Vicenzi (severna Italija), ki jo je zasnoval Andrea Palladio.

## Zgodovina
Grof Girolamo Chiericati je Palladia prosil, naj načrtuje in zgradi palačo. Arhitekt je začel graditi palačo leta 1550, nekaj nadaljnjih del pa je bilo dokončanih pod pokroviteljstvom Chiericatijevega sina Valeria. Vendar pa je bila palača v celoti dokončana šele okoli leta 1680, verjetno s strani Carla Borella.
Palladio je za družino zasnoval tudi podeželsko hišo, Villa Chiericati.
Palača je bila zgrajena na območju, imenovanem piazza dell'Isola (otoški trg, trenutno Piazza Matteotti), kjer je bila tržnica z lesom in živino ter rečno pristanišče. Takrat je bil to otoček, obdan s potokoma Retrone in Bacchiglione, in da bi zaščitil strukturo pred pogostimi poplavami, ga je Palladio zasnoval na dvignjenem položaju: do vhoda je bil dostopen s trojnim stopniščem v klasičnem slogu.

## Arhitektura
Glavno pročelje palače je sestavljeno iz treh enot, pri čemer je osrednja enota rahlo štrleča. Dve končni polji imata ložo na nivoju piano nobile, medtem ko je osrednji prostor zaprt. Fasada ima dva  reda stebrov, dorske na nižji ravni in jonske zgoraj. Strešno linijo krasijo kipi.
- Tloris (risba Ottavia Bertottija Scamozzija, 1776)
- Prerez (Ottavio Bertotti Scamozzi, 1776)

## Ohranjanje
Od leta 1855 je v stavbi Museo Civico ('Mestni muzej') in v zadnjem času mestna umetniška galerija. Od leta 1994 je prejel mednarodno zaščito, skupaj z drugimi paladijevskimi stavbami v Vicenzi, kot del svetovne dediščine. (Prvotno določeno območje je bilo »Vicenza, mesto Palladio«, ki je vključevalo mesto Vicenza in njegovo neposredno okolico. Leta 1996 je UNESCO razširil območje svetovne dediščine na vile zunaj osrednjega območja in ga preimenoval v Mesto Vicenza in Palladijeve vile v Benečiji).

## Galerija
- Dvojna loža
- Detajl strešne linije
- Ponoči
- Poslikan strop v odprti loži
- Stropna plošča v preddverju
- Stropne freske in okrasne štukature
- Zapletene stropne kasete in freske